# Václav Prachner
Václav Prachner (17. září 1784 Praha – 3. dubna 1832 Praha) byl sochař, řezbář a formíř období klasicismu, pocházející z bavorské rodiny Prachnerů, syn Petra Prachnera (1744–1807) a vnuk Richarda Jiřího Prachnera (1705–1782).

## Život
Studoval na pražské Kreslířské Akademii u Josefa Berglera, s nímž také později spolupracoval. Roku 1805 převzal otcovu dílnu. Jeho mecenášem byl biskup Leopold Lev z Thun-Hohensteinu, kterému patřila usedlost Cibulka.

## Dílo
Pracoval jednak v rodinné dílně v Praze, kde nejčastěji používal jako materiál hořický pískovec. K jeho raným kamenným dílům patří kamenný náhrobek Tieglů z Lindenkronu, vytvořený pro Sázavský klášter roku 1816.
Dále opakovaně pracoval jako návrhář a formíř železné litiny pro železárny hraběte Rudolfa Vrbny v Komárově-Hořovicích. Podle kresby svého učitele Josefa Berglera vytvořil dvě varianty pomníku bitvy u Chlumce s antikizující sochou bohyně vítězství Niké (návrh 1829–1830, odlitek 1835). V září roku 1813 sňal posmrtnou masku francouzského generála a carského maršála Jeana Victora Moreaua, po úmrtí na zranění z bitvy u Drážďan v Lounech veřejně vystaveného v Praze. Podle posmrtné masky později modeloval i sochařský portrét generála Jeana Victora Moreaua. Pro Kadaň vytvořil, asi nákladem ovdovělé baronky Josephiny von Zoph, náhrobky c. k. podmaršála barona Johanna von Zoph i jejich syna, rytmistra Petra Josua von Zoph, zemřelých roku 1812 a 1820. Dále navrhl roku 1825 sochu na pomníku generála Hieronyma Colloredo-Mansfelda ve Varvažově a roku 1826 náhrobek baronky Aloisie Schirndingerové v kapli sv. Jana Nepomuckého v Plandrech u Jihlavy.
Z roku 1826 pochází jeho nejznámější kamenná socha, Alegorie Vltavy na kašně na Mariánském náměstí (Kašna Terezka) v Praze na Starém Městě. Na Olšanských hřbitovech se nachází náhrobek rodiny Veithovy složený ze tří plastik ve výklencích, který je rovněž jeho dílem.

Nejznámější litinový pomník vytvořil podle Berglerovy kresby pro pasovského biskupa Leopolda Thuna na Malostranském hřbitově v Košířích. Pro téhož objednavatele vytvořil také některé sochy v usedlosti Cibulka v Praze - Košířích (Omnia tempus habent, 1822). Jejich originály jsou zčásti vystaveny v Galerii hlavního města Prahy a zčásti v Lapidáriu Národního muzea v Praze, kde je také figurální náhrobek Michaela Václava Kronesa z roku 1809, přenesený z Malostranského hřbitova v Praze - Košířích, a náhrobní skulptura rodiny Kutzerovy z let 1814–1815, přenesená z Olšanských hřbitovů v Praze. Restaurovaná stéla Mir eine Weile byla v roce 2007 z Cibulky přenesena na Malostranský hřbitov. Nachází se nedaleko náhrobku hraběte Thuna.

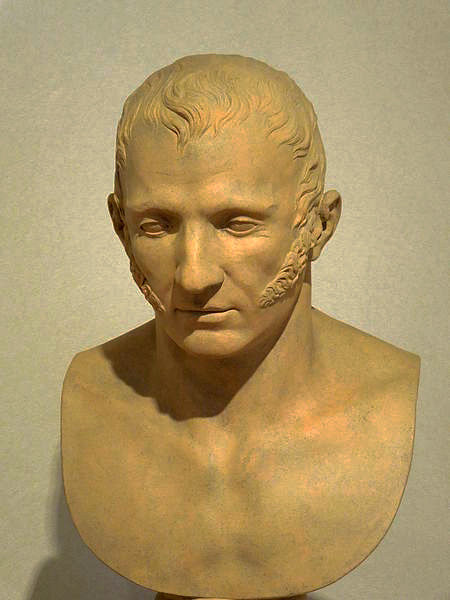
Generál Jean-Victor Moreau
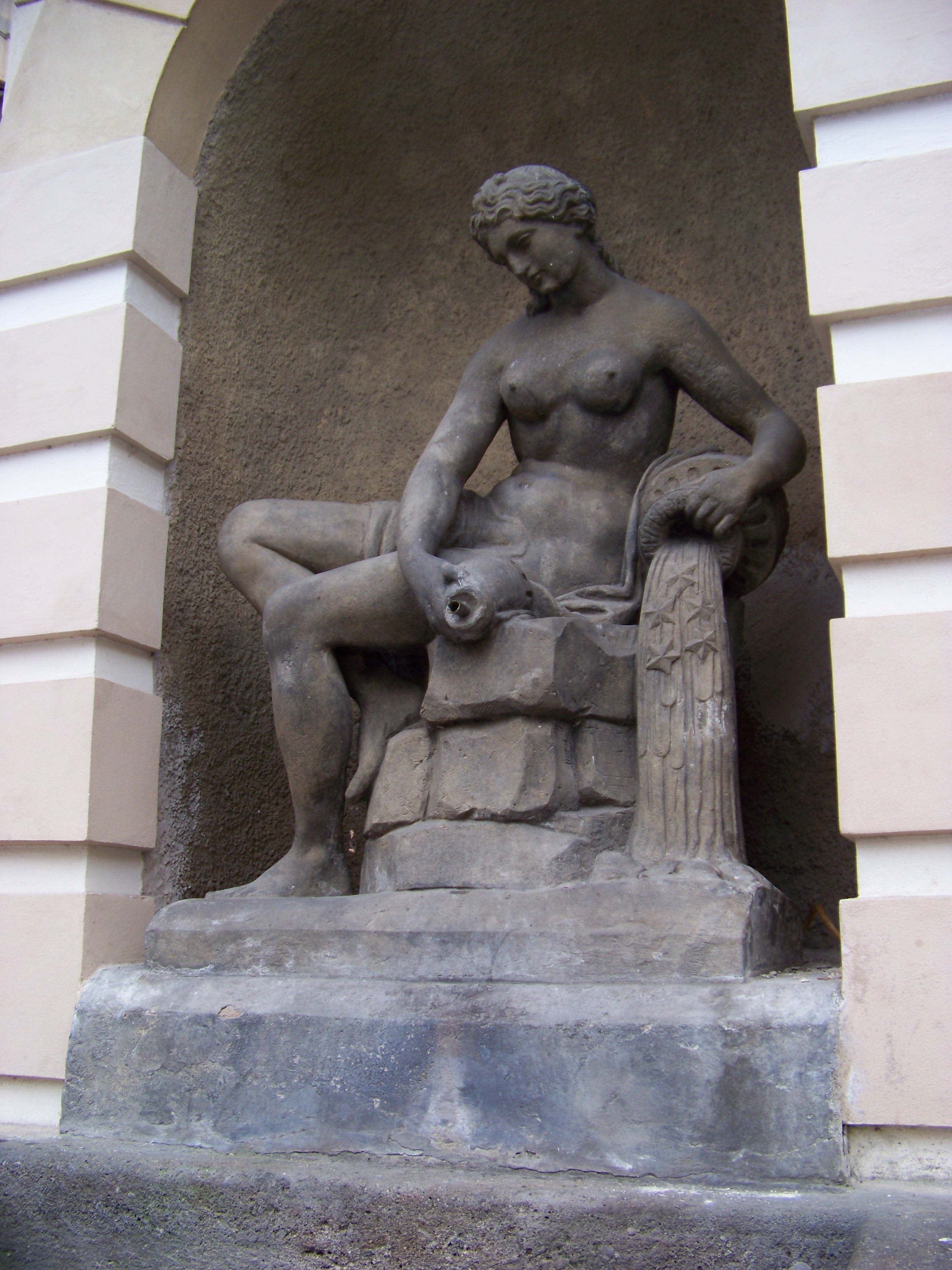
Kašna se sochou Terezky - alegorie Vltavy, Mariánské náměstí
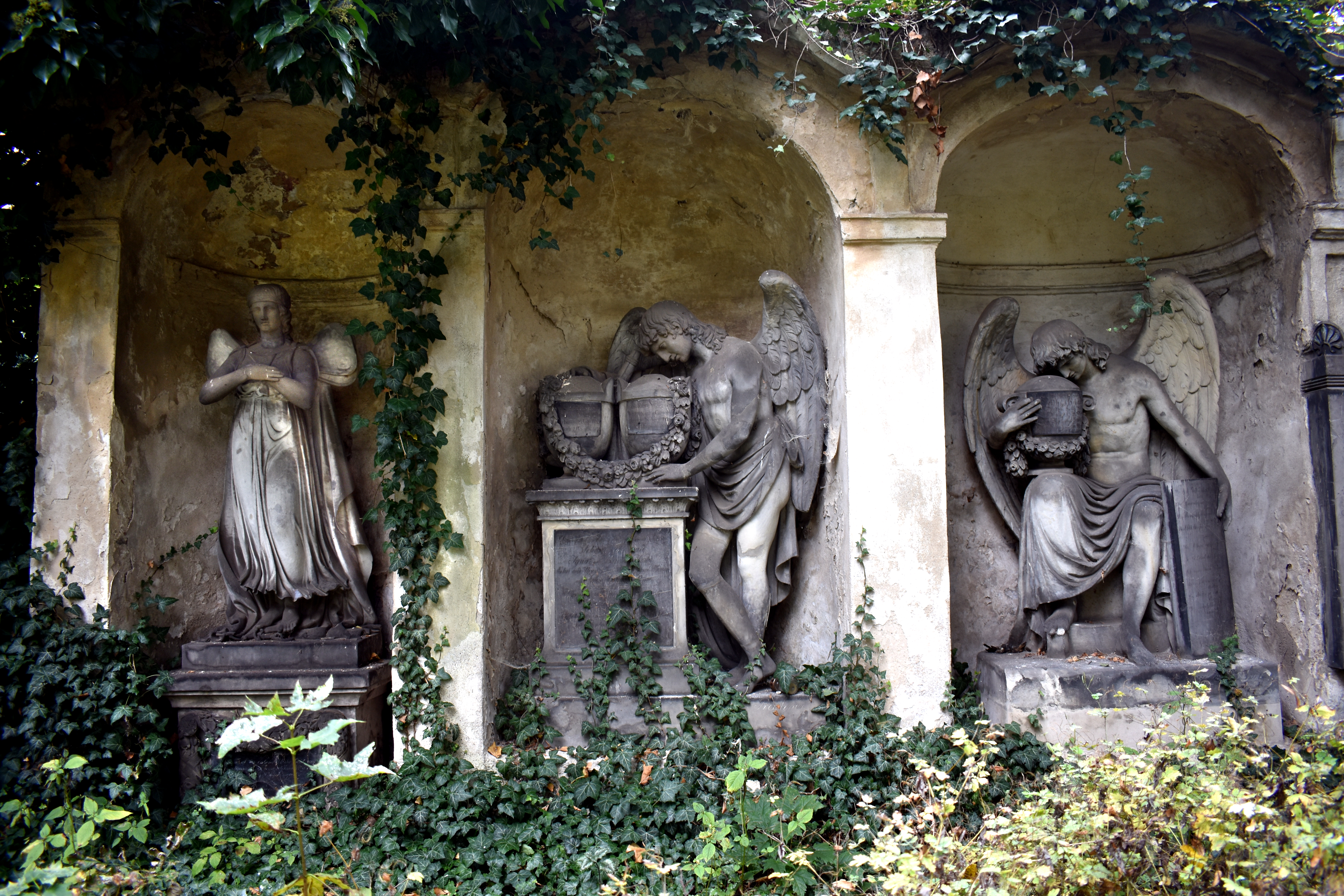
Náhrobek rodiny Veithovy na Olšanských hřbitovech
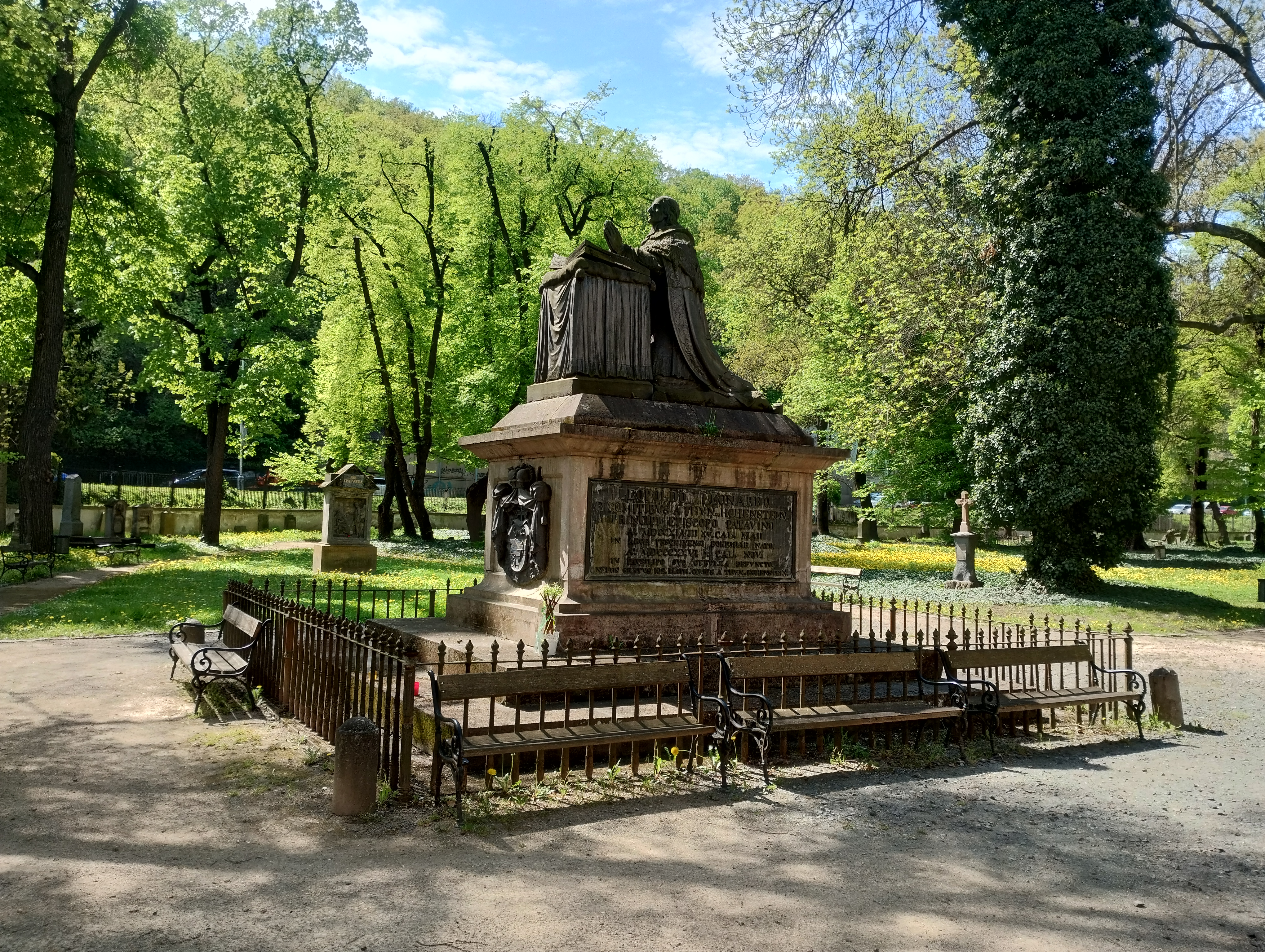
Náhrobek Leopolda hraběte Thun-Hohensteina na Malostranském hřbitově, vlevo v pozadí stéla Mir eine Weile
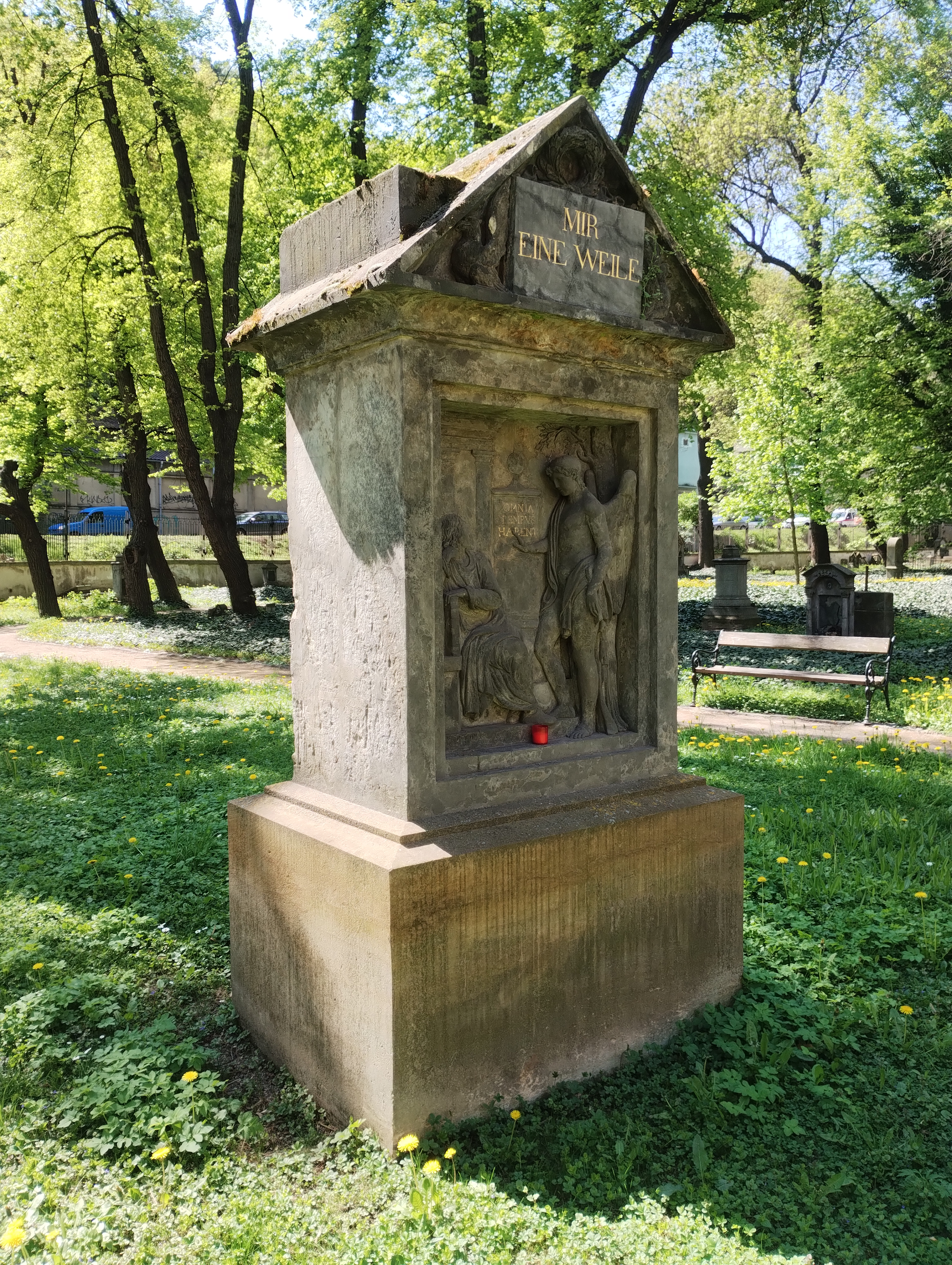
Stéla Mir eine Weile na Malostranském hřbitově přenesená z usedlosti Cibulka